# 2-ノナノン
2-ノナノン（英: 2-Nonanone）は、ケトンの一種である。超高温加熱処理法など牛乳の加熱により生じ、加熱フレーバーとして認識される。グルコース重合度10以上の糖の添加によりこれを抑制する研究もある。アオカビの作用によっても生じ、ブルーチーズを特徴づける香気成分としても重要な役割を持つ。消防法に定める第4類危険物 第3石油類に該当する